# Marc Bartra
Marc Bartra Aregall (Sant Jaume dels Domenys, 15. siječnja 1991.) španjolski je nogometaš koji igra na poziciji braniča. Trenutačno igra za Real Betis.
Bartra je za španjolsku reprezentaciju debitirao 2013. Pozvan je za Europsko prvenstvo 2016.

## Stil igre
Bartra je poznat po svojoj brzini i dodavanjima. Mentalno je jak, zna igrati glavom i može igrati kao središnji branič.

## Vanjske poveznice
- Profil na Transfermarktu
- Profil na Soccerwayu